# Никола Ігнятієвич
Никола Ігнятієвич (серб. Никола Игњатијевић / Nikola Ignjatijević, нар. 12 грудня 1983, Пожареваць, Югославія) — сербський футбольний тренер. У минулому — футболіст, захисник.

## Життєпис

### Клубна кар'єра
Нікола є вихованцем белградської «Црвени Звезди», виступав за молодіжні команди, але не зумів пробитися в основу, віддавався в оренду клубам «Єдинство» та «Явор». Після вильоту других з вищого дивізіону в 2006 році він став гравцем «Земуна», але вилетів з Суперліги і разом зі своїм новим клубом, тому він залишив його лише через рік і приєднався до команди «Напредак». Після того, як він не зміг закріпитись там, він повернувся до «Явора» на початку 2008 року, який того ж року теж опустився до Першої ліги Сербії, але наступного року йому вдалося повернутися в Суперлігу. Сезон 2008/09 він завершив зі своїм клубом на четвертому місці.
Влітку 2009 року повернувся до «Црвени Звезди». 16 липня 2009 року дебютував на міжнародній арені в матчі проти словенського «Рудара» (1:0), а 15 серпня того ж року — в Суперлізі Сербії в матчі проти «Ягодини» (3:0). 27 лютого 2010 року він забив свій перший гол за «Црвену» у переможному матчі проти «Ягодини» (1:0). Наступного туру Ігнятієвич знову забив за белградців у виїзному поєдинку проти «Рада» (2:1). Як і минулого тижня, він забив переможний гол.

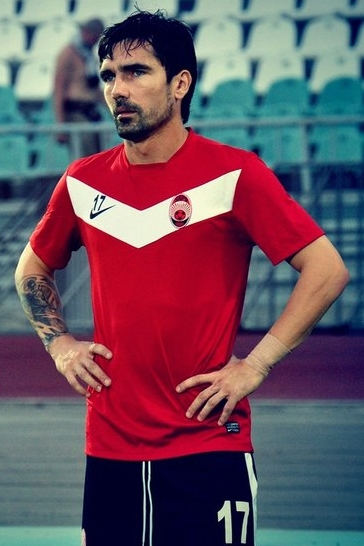
Никола Ігнятієвич під час виступів за «Зорю». 2012 рік.

Сезон 2009/10 він закінчив зі своїм клубом, посівши друге місце в чемпіонаті і вигравши Кубок Сербії, але у першій половині нового сезону 2010/11 він майже не використовувався, і під час зимової перерви у січні 2011 року був відданий в оренду румунській «Тімішоарі» до кінця сезону 2010/11, допомігши клубу виграти срібні медалі чемпіонату Румунії. 16 червня 2011 року повернувся до «Црвени Звезди», але за першу команду більше не грав, тому 13 січня 2012 року розірвав контракт з клубом за згодою сторін.
Під час зимової перерви сезону 2011/12 приєднався до української команди «Зоря» (Луганськ), уклавши контракт до кінця 2014 року. У Прем'єр-лізі України дебютував 3 березня 2012 року в домашньому матчі проти львівських «Карпат» (5:1) і майже одразу став гравцем основного складу. Покинув луганський клуб після закінчення контракту в січні 2015 року. За цей час провів за команду 64 поєдинки у чемпіонатах України та 4 матчі у Кубку країни, у Лізі Європи на його рахунку 6 матчів та 1 забитий гол. Надалі серб повернувся на батьківщину, де грав за «Раднички» (Ниш) та ОФК Белград.
У березні 2016 року прибув на перегляд до солігорського «Шахтаря», з яким незабаром підписав контракт. У складі «Шахтаря» закріпився на позиції основного лівого захисника, зігравши 22 гри чемпіонату. У грудні 2016 року після закінчення контракту покинув солігорський клуб.
У січні 2017 року повернувся до Сербії, ставши гравцем клубу «Борац» (Чачак), а січні 2018 року перейшов у «Рад» (Белград), де і завершив ігрову кар'єру у січні 2019 року.

## Тренерська кар'єра
У 2021—2022 роках працював тренером у юнацькій команді «ОФК Вршац U-19», а протягом 2023 року тренував «Явор U-19».
У січні 2024 року увійшов до тренерського штабу Желько Любеновича в українському «Минаї»

## Досягнення
- Володар Кубка Сербії (1): 2009/10